# Melodownz
Melodownz, pseudonimo di Bronson Price (Avondale, ...), è un rapper neozelandese.

## Biografia
Melodownz è stato candidato per la prima volta ai New Zealand Music Awards nell'edizione del 2020, anno in cui si è conteso il premio alla rivelazione dell'anno. Ha conseguito il suo primo ingresso nelle Official Aotearoa Music Charts col secondo album in studio; intitolato Lone Wolf (2022), ha esordito al 21º posto della graduatoria LP. Il successo riscosso dal disco è stato sufficiente da permettergli di vincere tre Pacific Music Awards.

## Discografia

### Album in studio
- 2014 – Beginners Luck
- 2022 – Lone Wolf

### Singoli
- 2013 – Let Me Loose (con Rizván)
- 2016 – 8Ight 2Wenty 8Ight
- 2016 – Cool like Dat (con Rizván e Diggy Dupé)
- 2017 – The Anthem (Intro) (feat. Bailey Wiley)
- 2017 – One More (feat. Israel Starr)
- 2018 – Red Wine (con IIIBaz e Raiza Biza)
- 2018 – Outchea (con IIIBaz e Raiza Biza feat. Dirty)
- 2018 – Live Stream (con IIIBaz, Raiza Biza e Teeks)
- 2018 – Hot Sauce
- 2018 – Peace Signs, Gang Signs
- 2018 – Smoke (feat. Villette)
- 2019 – No Mercy (feat. Denzel Curry)
- 2020 – Fine
- 2020 – Big Deals (feat. Diggy Dupé)
- 2021 – Money
- 2021 – Pai/Fine
- 2022 – Pray for More (feat. Lisi & Mikey Dam)
- 2022 – Slow Jamz
- 2022 – Loot (feat. Maxo Kream)
- 2022 – Bad
- 2022 – How It Be (feat. Bootsy Collins)
- 2024 – Broke
- 2024 – When I
- 2024 – High Vibration (con DeadForest e Dera Meelan)
- 2024 – Mellow Calm & Chill (con Hyan e Rede)
- 2024 – MeloDub (828) (con Hyan e Caru)
- 2024 – Directions (con Pania)